# イリヤ・クテポフ
イリヤ・オレゴヴィチ・クテポフ（露: Ilya Olegovich Kutepov、1993年7月29日 - ）は、ロシア・スタヴロポリ出身の元プロサッカー選手。元ロシア代表。ポジションは、ディフェンダー。

## 来歴

### クラブ
アカデミア・トルヤッチというクラブでプレーを始め、2012年にFCスパルタク・モスクワに移籍。2012年10月のFCルビン・カザン戦でプレミアリーグデビュー。
2022年7月1日、FCトルペド・モスクワに移籍。

### 代表
2016年8月、ロシア代表初招集。2016年10月のコスタリカ戦で初キャップ。

## 代表歴

### 出場大会
- ロシア代表
  - 2018 FIFAワールドカップ

### 試合数
- 国際Aマッチ 13試合 0得点（2016年-2020年）[4]

| ロシア代表 | 国際Aマッチ | 国際Aマッチ |
| 年         | 出場        | 得点        |
| ---------- | ----------- | ----------- |
| 2016       | 3           | 0           |
| 2017       | 2           | 0           |
| 2018       | 7           | 0           |
| 2019       | 0           | 0           |
| 2020       | 1           | 0           |
| 通算       | 13          | 0           |

## タイトル
スパルタク
- ロシアサッカー・プレミアリーグ: 2016-17
- ロシア・スーパーカップ: 2017